# Synaptola robusta
Synaptola robusta là một loài bọ cánh cứng trong họ Cerambycidae.